# Хиљадарка
Хиљадарка је босанскохерцеговачки филм из 2015. године. Режирао га је Ненад Ђурић, док је сценарио написао Зилхад Кључанин.

## Радња
Младић Атиф Куртовић први пут у животу силази у рударску јаму како би наставио тачно тамо где је његов пензионисани отац стао и постаје рудар - ударник. Међутим, његова судбина се убрзо у потпуности мења када буде изабран за лице које ће красити највреднију новчаницу у држави, у износу од хиљаду динара. Тако ће се Атиф убрзо наћи на путу за Београд где ће га Титов лични фотограф усликати и тако постати део историје. У целокупну причу улази и млада девојка чији надимак није случајно „Хиљадарка” у коју се Атиф заљубљује.

## Улоге
| Глумац               | Улога                     |
| -------------------- | ------------------------- |
| Бранислав Трифуновић | Атиф Куртовић             |
| Аида Буква           | Хиљадарка                 |
| Моамер Касумовић     | Фадил                     |
| Никола Којо          | Јосип Броз Тито           |
| Милутин Караџић      | Директор рудника          |
| Владо Керошевић      | Првоборац Ибрахим         |
| Славен Кнезовић      | Председник општине        |
| Жељко Перван         | Фотограф Бетеровић        |
| Горан Костић         | Рудар, зафркант           |
| Ванеса Глођо         | Мина, пеликула            |
| Армин Омеровић       | Хуан                      |
| Николина Јелисавац   | Јованка                   |
| Ирина Добник         | Мајка                     |
| Ненад Томић          | Отац                      |
| Едхем Хусић          | Секретар партије          |
| Синиша Удовичић      | Радован                   |
| Дамир Махмутовић     | Вејсил                    |
| Ирфан Касумовић      | Конобар                   |
| Мехмед Јахић         | Генерал Јахић             |
| Фуад Мистрић         | Стевановић, човек у црном |
| Мона Муратовић       | Словенка                  |
| Алиса Бркић          | Служавка                  |
| Дражен Павловић      | Рудар                     |
| Ибрахим Поздеровић   | Милиционер Сабрија        |
| Милош Плазнић        | Старији дечак             |
| Ален Бахтановић      | Дечак                     |
| Ружица Ефендић       | Певачица                  |
| Денис Хаџијусуфовић  | Хармоникаш                |
| Халид Муслић         | Сазлија                   |
| Маријан Лукић        | Милиционер мучитељ        |
| Мартина Спужевић     | Лепотица                  |
| Синиша Вујага        |                           |

## Критике
Драгица Мачкић:
Бранислав Трифуновић без претеране карактеризације игра младог лепог момка... Мима Караџић по хиљадити пут игра бахатог и примитивног политичара,који својим шармом успева да освоји симпатије публике али заиста докле више. О Николи Који као Титу не бих говорила, поред импресивне глумачке каријере не треба му такав блам само да би се појавио у неком филму. Све време не знамо да ли гледамо Коју или Тита... Једина светла тачка у овом филму је неколико епизодних улога које су остварили Славен Кнезовић, Жељко Перван и Аида Буква. Ова глумица поседује харизму и таленат који је апсолутно неискоришћен у филму... Фотографија у филму је одлична и дочарава учмалост једног малог места, као и услове у којима житељи рударског градића живе и раде... Режија у филму је врло прецизна, али је сценарио напросто досадан. Све врви од стереотипа и вицева који су испричани толико пута, да се губи осећај да гледамо нови филм, јер знамо шта ће се десити унапред.
Веско Кадић:
Када се филм погледа у тоталу, он није ништа друго до политички памфлет о једном систему, који је опстао на владавини „култа личности”.